# Списак сликара/М
| Сликари: A Б В Г Д Ђ Е Ж З И Ј К Л Љ М Н Њ О П Р С Т Ћ У Ф Х Ц Ч Џ Ш |

## Ма..
Јан Мабузе (између 1478/88—1532), фламански сликар
Пол Мавридес (рођен 1962, амерички карикатуриста и сликар
Рене Магрит (1898—1967), белгијски сликар
Карло Мадерна (1556—1629),
Аугуст Маке (1887—1914), немачки сликар
Данијел Маклис (1811 — 1870), ирски сликар
Тадеуш Маковски (1882—1932), пољски сликар
Збигњев Маковски (рођен 1930), пољски сликар
Петер Макс (рођен 1937), амерички сликар
Владимир Макуц (рођ. 1925), словеначки сликар и графичар
Казимир Малевич (1878—1935), пољско украјински сликар
Владислав Малецки пољски сликар
Драган Малешевић Тапи (1949—2002) српски сликар, хиперреалиста
Јацек Малчевски (1854—1929), пољски сликар
Рафал Малчевски (1892—1965), пољски сликар
Алфред Манесиер (1911—1993), француски сликар
Едуар Мане (1832—1883), француски сликар
Милитос Манетас (рођен 1964), грчки сликар
Андреа Мантења (око 1431—1506), италијански сликар
Никлаус Мануел (1484—1530), швајцарски сликар и графичар
Џон Марин (1870—1953), амерички сликар
Рехиа Марињо бразилски сликар
Милован Дестил Марковић (рођен 1957), српски сликар
Џон Мартин (1789—1854), енглески сликар
Драган Мартиновић (рођен 1957), српски сликар
Андреј Ефимович Мартинов (1768—1826), руски сликар
Луис Маркус (1883—1941), пољски сликар
Жак Мароже (1884—1962), француски сликар
Вилхелм Марстранд (1810—1873), дански сликар
Адам Марчински (1908—1985), пољски сликар
Јозеф Маршћевски (1825—1883), пољски сликар
Франс Мазерел (1889—1972), белгијски сликар и графичар
Томазо Мазачо (1401—1428), италијански сликар
Марио Маскарели (1918—1996), српски/црногорски сликар и графичар
Станислав Масловски (1853—1926), пољски сликар
Квентин Масис (c.1466—1530), фламански сликар
Франк Масон (рођ. 1921), амерички сликар
Роберто Мата (1911—2002), чилеански сликар и вајар
Антонио Матеи (1900—1956), амерички сликар
Јан Матејко (1838—1893), пољски сликар
Зоран Матић (1960—2004), српски  сликар
Анри Матис (1869—1954), француски сликар
Волфганг Матхојер (1927—2004), немачки сликар
Франц Марк (1880—1916), немачки сликар
Милић од Мачве (1934—2000), српски сликар

## Ме..
Џон Мегс (1819—1896), енглески сликар
Хендрик Вилем Месдаг (1831—1915), холанддски сликар
Конрој Медокс (1912—2005), енглески сликар
Тед Мејер амерички писац и сликар
Аристид Мејол (1861—1944), француски сликар и вајар
Брус Меклејн (рођен 1944), енглески вајар и сликар
Јозеф Мехофер (1869—1946), пољски сликар
Жан-Луј-Ернест Месоније (1815—1891), француски сликар и скулптор
Ханс Мемлинг (око 1430—1494), немачки сликар, холандске школе
Зигмунд Менкес (1896—1986), пољски сликар
Адолф Менцел (1815—1905), немачки сликар и графичар
Микеланђело Меризи (Каравађо) (1573—1610), италијански сликар
Лик-Оловије Мерсон (1846—1920), француски сликар
Антонело да Месина (око 1430—1479), италијански сликар
Јакоб Мертенс пољски сликар

## Ми..
Фридрих Милер (1749—1825), немачки сликар и песник
Ђорђе Миловановић (1850—1919), српски сликар
Михаило Миловановић (1879—1941), српски сликар
Пеђа Милосављевић (1908—1987), српски сликар
Мило Милуновић (1897—1967), српски сликар
Ђорђе Митрофановић (—{XVII}— век), српски сликар
Милорад Бата Михаиловић (рођен 1923), српски сликар
Антони Михалак (1902—1975), пољски сликар
Пјотр Михаловски (1800—1855), пољски сликар
Лео Микелсон (1887—1978), летонско амерички сликар и вајар
Еуген ван Мигем (1875—1930), белгијски сликар
Франце Михелич (1907—1998), словеначки сликар и графичар
Казимир Микулски (1918—1998), пољски сликар
Френсис Дејвис Милет (1846—1912), амерички сликар
Жан-Франсоа Мије (1814—1875), француски сликар
Габријеле Минтер (1877—1962), немачка сликарка
Пјер Мињар (1612—1695, француски сликар
Хуан Миро (1893—1983), шпански сликар
Аугустин Мирис (1700—1790), пољски сликар
Анри Мишо (1899—1984), белгијски песник и сликар

## Мо..
Амедео Модиљани (1884—1920), италијански сликар
Антон Молер (1563—1611), пољски сликар
Карл Мол (1861—1945), аустријски сликар
Пиет Мондриан (1872—1944), холандски сликар
Клод Моне (1840—1926), француски сликар
Густав Моро (1826—1898), француски сликар
Камило Мори (1896—1973), чилеански сликар
Берта Моризо (1841—1895), француска сликарка
Самуел Ф. Б. Морзе (1791—1872), амерички проналазач и сликар
Мери Мозер (1744—1819), енглеска сликарка
Роберт Мотервел (1915—1991), амерички сликар

## Му..
Луо Му (1622—1706), кинески сликар, песник и прозаиста
Марко Мурат (1864—1944), српски сликар
Малком Мурлеј (рођен 1931), енглески сликар
Алфонс Муха (1860—1939), чешки сликар
Едвард Мунк (1863—1944), норвешки сликар
Бартоломео Естебан Муриљо (1617 — 1682), шпански сликар
Едо Муртић (1921—2005), хрватски сликар
Зоран Мусић (рођен 1909), словеначки сликар
| Сликари: A Б В Г Д Ђ Е Ж З И Ј К Л Љ М Н Њ О П Р С Т Ћ У Ф Х Ц Ч Џ Ш |